# U.S. Life-Saving Service

Wimpel

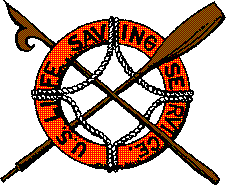
Logo

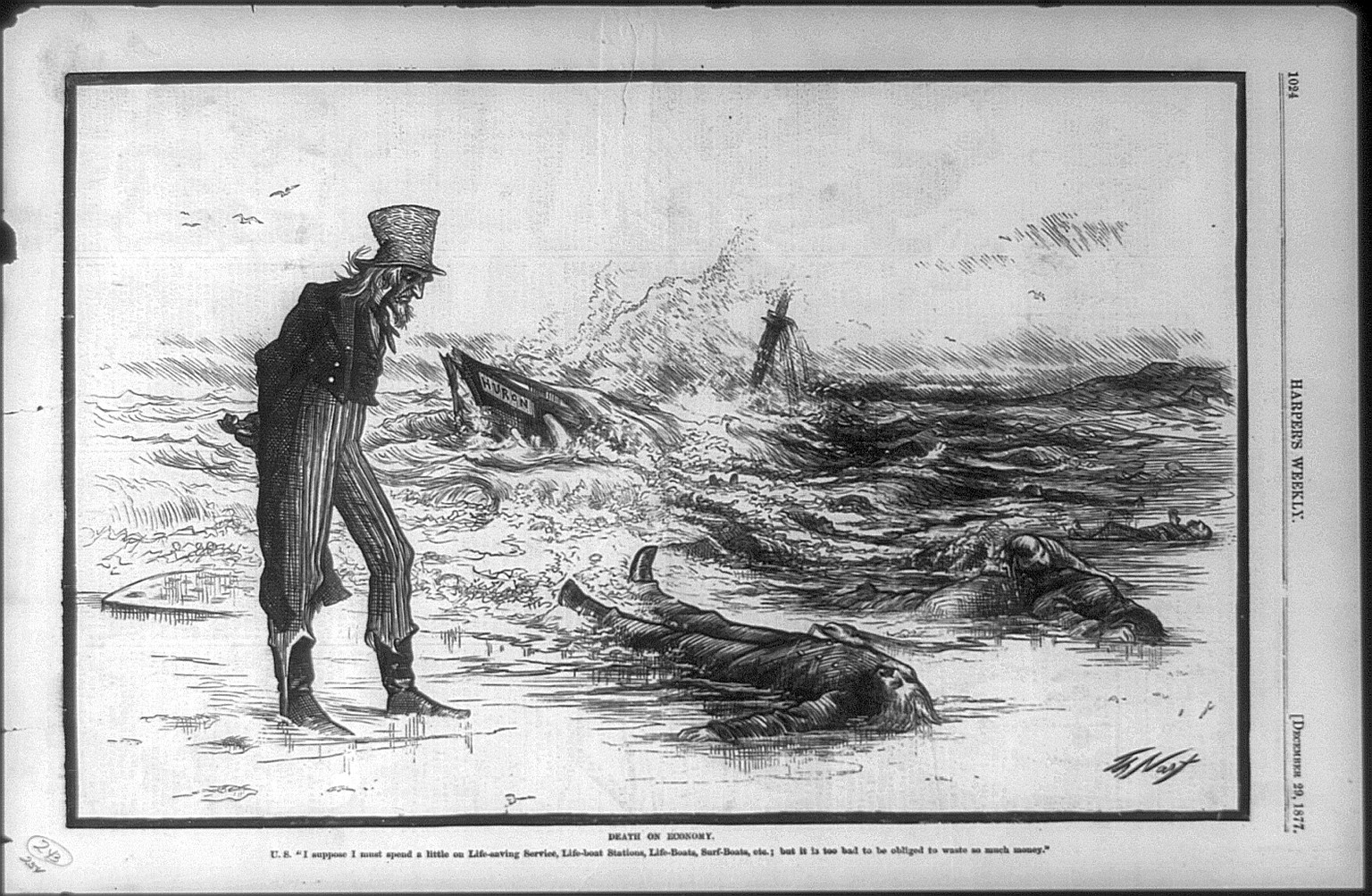
Karikatur von Thomas Nast zum Budgetaufwand, 1877

Der U.S. Life-Saving Service war eine eigenständige staatliche Seenotrettungsorganisation unter der Zuständigkeit des amerikanischen Finanzministeriums und bestand von 1878 bis 1915.

## Geschichte
Nach dem amerikanischen Bürgerkrieg war das unterfinanzierte staatliche Seenotrettungswesen in einem schlechten Zustand und als 1870 ein verheerender Sturm zahlreiche Todesopfer vor der Ostküste forderte, begannen die Zeitungsverleger eine Reform der Seenotrettung zu verlangen. Ab 1871 erreichte Sumner Increase Kimball vom Finanzministerium Budgeterhöhungen und einen Ausbau der Küstenrettungsstationen. 1878 wurde das staatliche Küstenrettungssystem, das mittlerweile auch an die Westküste und nach Alaska ausgebaut worden war, in eine eigenständige Behörde, den U.S. Life-Saving Service, überführt. Dieser unterstand dem Finanzministerium und wurde durch den Superintendenten Kimball geleitet. Rettungsbootstationen wurden in der Nähe von Häfen und exponierten Küstenbereichen und an den großen Seen errichtet. Daneben wurden Schutzhütten für mögliche Überlebende von Schiffsuntergängen entlang der Küste von South Carolina, Georgia und Florida unterhalten. Am 28. Januar 1915 wurde der Service mit dem U.S. Revenue Cutter Service zur U.S. Coast Guard zusammengefasst.